# Rio Maquiné (Minas Gerais)
O rio Maquiné é um curso de água do estado de Minas Gerais, Região Sudeste do Brasil. Nasce na Serra do Caraça, no município de Catas Altas, e deságua no rio Piracicaba, entre os municípios de Santa Bárbara e Rio Piracicaba. Delimita a borda leste do Quadrilátero Ferrífero.